# Psychotria declieuxioides
Psychotria declieuxioides är en måreväxtart som beskrevs av Spencer Le Marchant Moore. Psychotria declieuxioides ingår i släktet Psychotria och familjen måreväxter. Inga underarter finns listade i Catalogue of Life.